# بریتیش ریل کلاس ۲۰۴
بریتیش ریل کلاس ۲۰۴ (انگلیسی: British Rail Class 204) یک قطار خودگرانشی دیزلی مورد استفاده شرکت راه‌آهن بریتیش ریل بود.
این قطار که در سال ۱۹۵۷ تولید می‌شده دارای ۴۵۰ کیلووات توان خروجی بوده‌است.